# Ступа (Дубровачко приморје)
Ступа је насељено место у саставу општине Дубровачко приморје, Дубровачко-неретванска жупанија, Република Хрватска.

## Историја
До територијалне реорганизације у Хрватској налазила се у саставу старе општине Дубровник.

## Становништво
На попису становништва 2011. године, Ступа је имала 75 становника.
| Број становника по пописима | Број становника по пописима | Број становника по пописима | Број становника по пописима | Број становника по пописима | Број становника по пописима | Број становника по пописима | Број становника по пописима | Број становника по пописима | Број становника по пописима | Број становника по пописима | Број становника по пописима | Број становника по пописима | Број становника по пописима | Број становника по пописима | Број становника по пописима |
| --------------------------- | --------------------------- | --------------------------- | --------------------------- | --------------------------- | --------------------------- | --------------------------- | --------------------------- | --------------------------- | --------------------------- | --------------------------- | --------------------------- | --------------------------- | --------------------------- | --------------------------- | --------------------------- |
| 1857                        | 1869                        | 1880                        | 1890                        | 1900                        | 1910                        | 1921                        | 1931                        | 1948                        | 1953                        | 1961                        | 1971                        | 1981                        | 1991                        | 2001                        | 2011                        |
| 109                         | 115                         | 107                         | 103                         | 121                         | 165                         | 141                         | 138                         | 134                         | 138                         | 133                         | 125                         | 94                          | 95                          | 73                          | 75                          |

Напомена: У 1981. повећано припајањем дела насеља Ходиље (општина Стон).

### Попис1991.
На попису становништва 1991. године, насељено место Ступа је имало 95 становника, следећег националног састава:
| Попис 1991.‍ | Попис 1991.‍ | Попис 1991.‍ | Попис 1991.‍ | Попис 1991.‍ |
| ----------- | ----------- | ----------- | ----------- | ----------- |
|             |             |             |             |             |
| Хрвати      | Хрвати      |             | 92          | 96,84%      |
| непознато   | непознато   |             | 3           | 3,15%       |
| укупно: 95  |             |             |             |             |